# Entrevaux
Entrevaux is een gemeente in het Franse departement Alpes-de-Haute-Provence (regio Provence-Alpes-Côte d'Azur) en telt 868 inwoners (2004). De plaats maakt deel uit van het arrondissement Castellane.
De plaats is gebouwd op een rots boven de vallei van de Var. Door Vauban werd Entrevaux omgebouwd naar een vesting. De hoofdingang van het dorp loopt door de versterkte poort, porte Royale, uit 1658. Deze poort bestaat uit een voorpoort, een brug over de Var en de hoofdpoort.
Entrevaux is lid van Les Plus Beaux Villages de France.

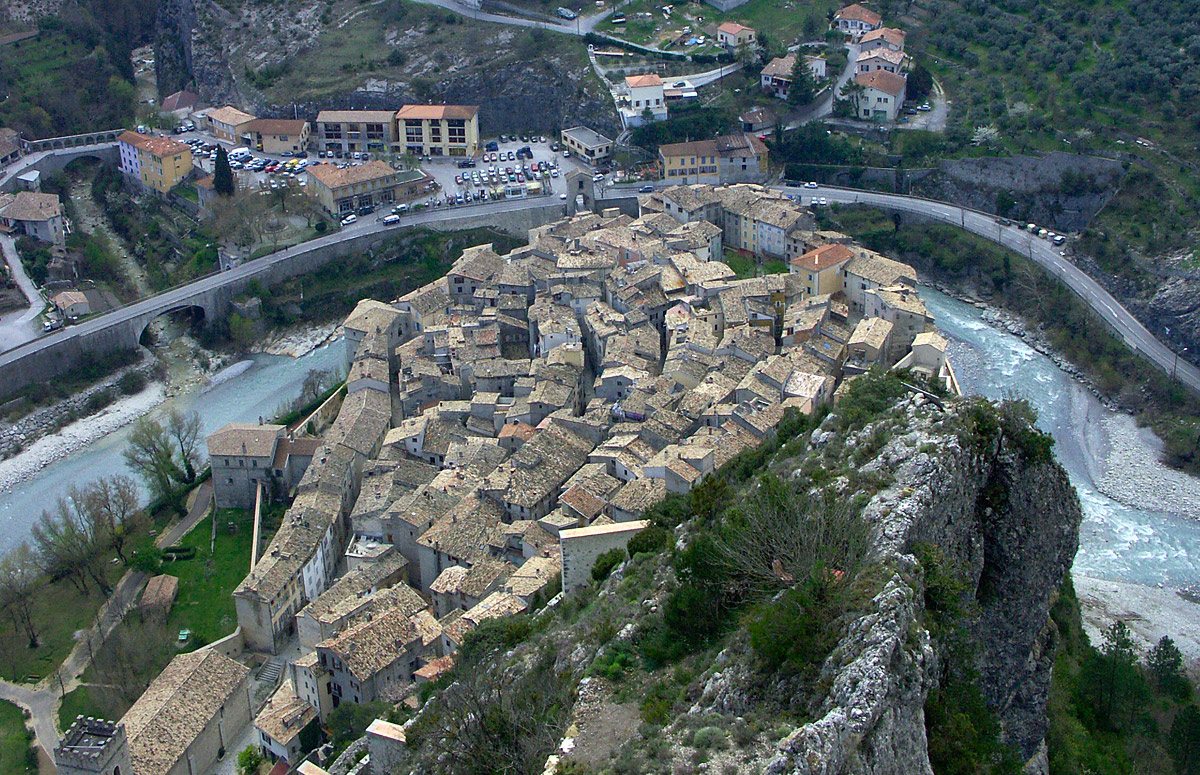
Gezicht op de daken van Entrevaux
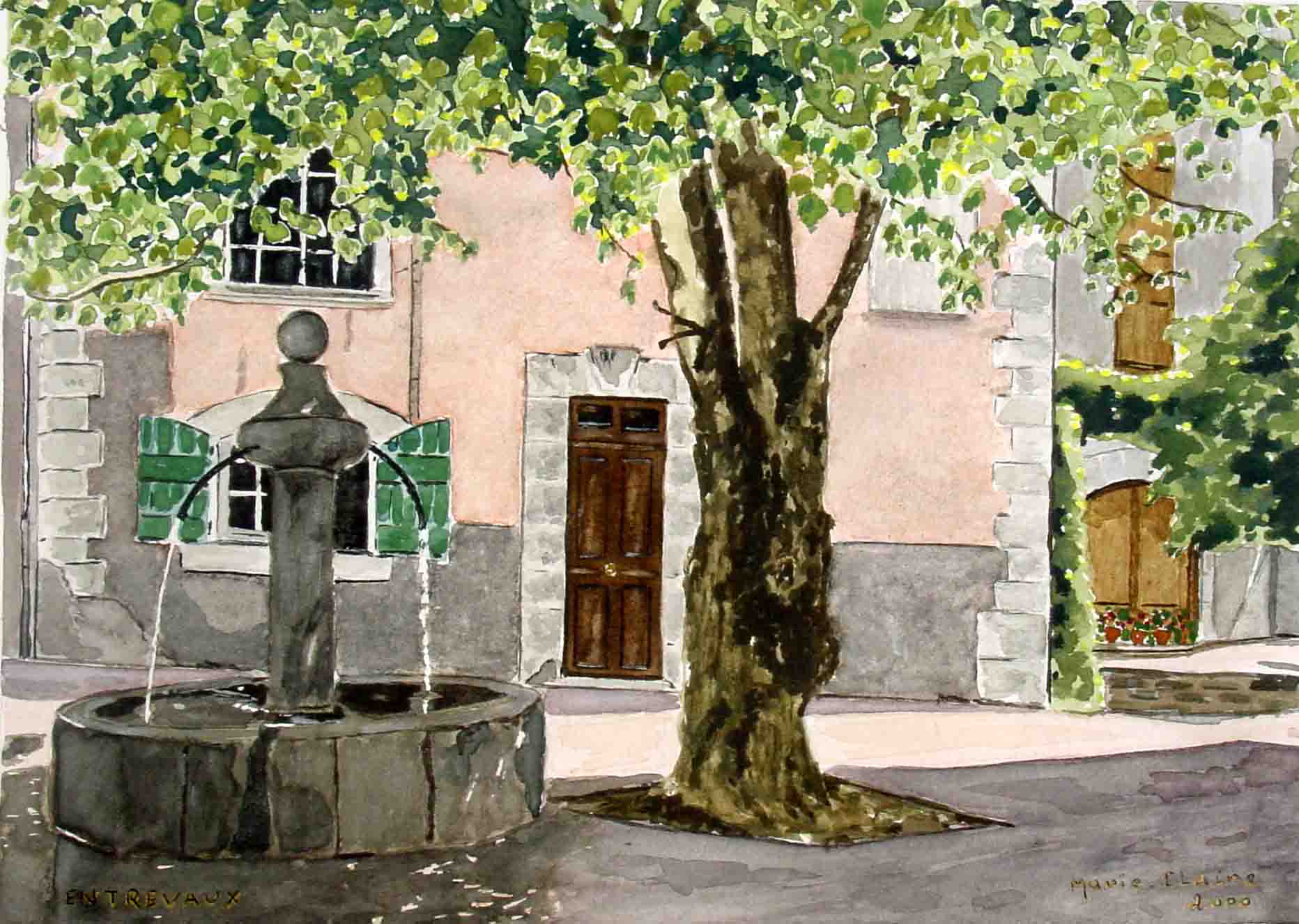
Place Charles Panier
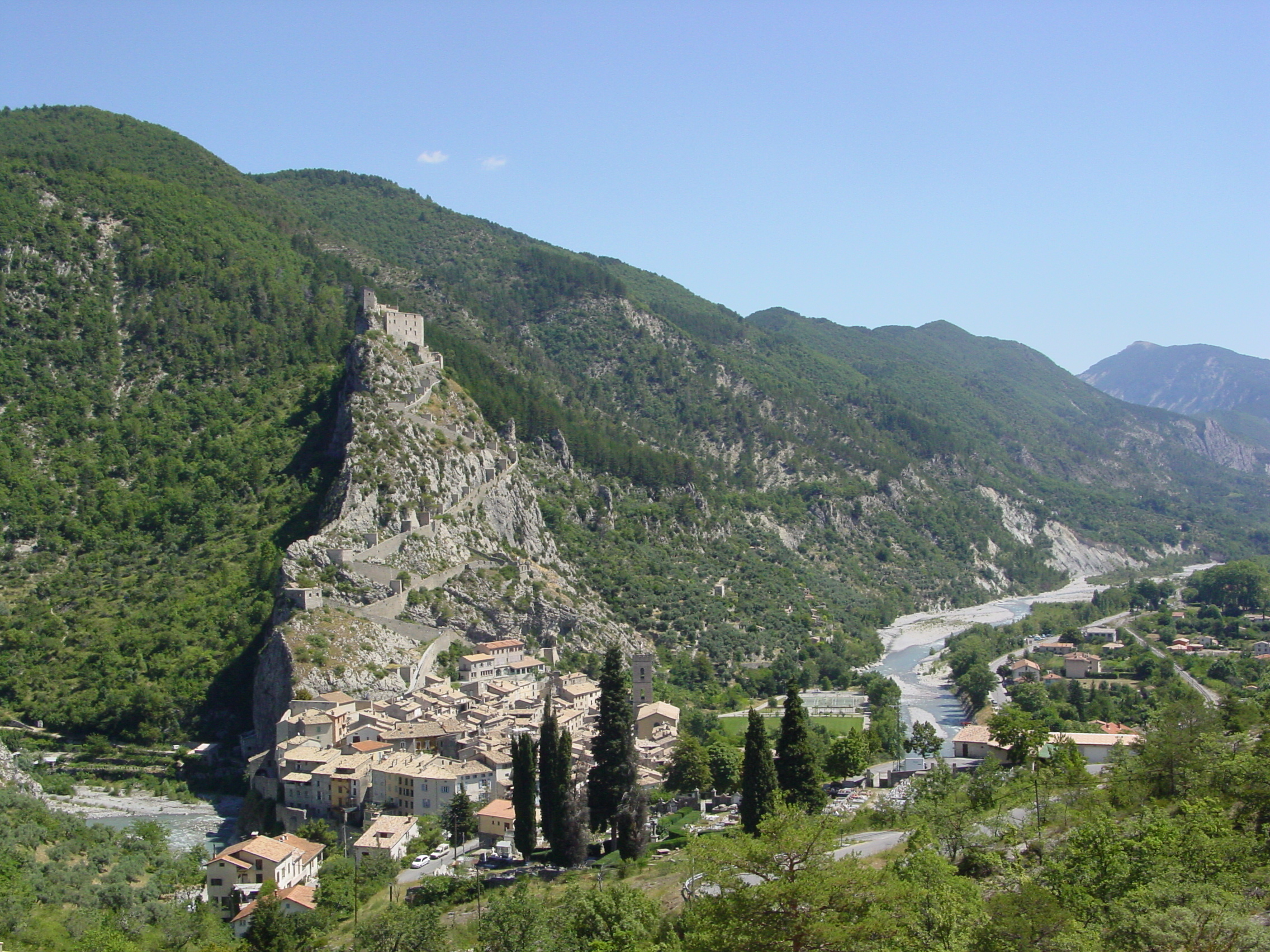
Gezicht op Entrevaux
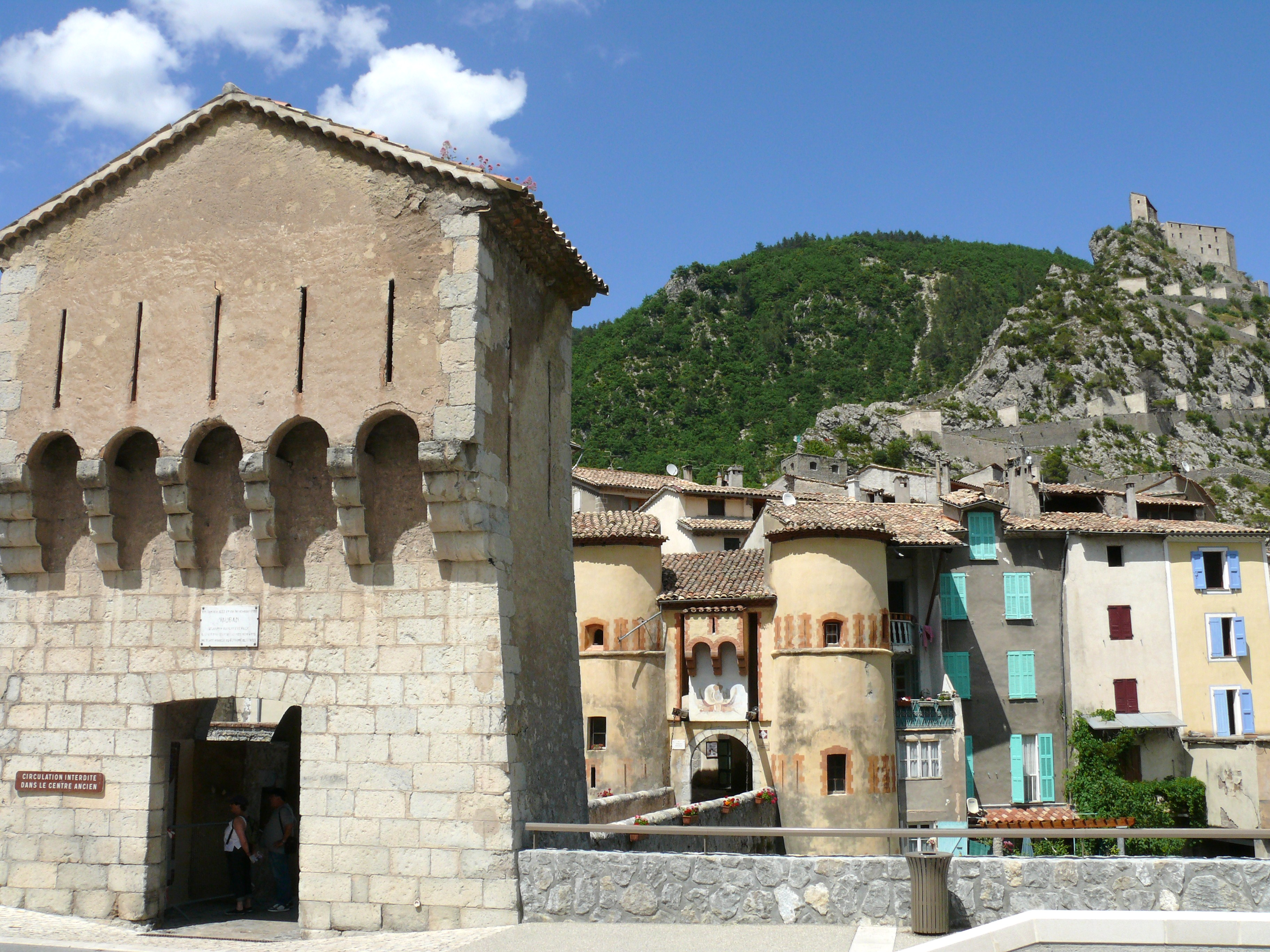
Porte Royale

## Geografie
De oppervlakte van Entrevaux bedraagt 60,4 km², de bevolkingsdichtheid is 14,4 inwoners per km². De Var stroomt van west naar oost door de gemeente en de Chalvagne mondt er uit op haar rechteroever.
De onderstaande kaart toont de ligging van Entrevaux met de belangrijkste infrastructuur en aangrenzende gemeenten.

## Demografie
Onderstaande figuur toont het verloop van het inwonertal (bron: INSEE-tellingen).
Vanwege een beveiligingsprobleem met de MediaWiki Graph-software is het momenteel niet mogelijk deze grafiek weer te geven. Zodra de software is bijgewerkt zal de grafiek vanzelf weer zichtbaar worden.